# Blake (banda)
Blake es una banda finlandesa de stoner rock formada en 2001. La banda está formada por el vocalista y guitarrista Aaro Seppovaara, el baterista Toni Tarvainen, el bajista Bryan Ugartechea actualmente. 
La banda ha lanzado siete álbumes hasta la fecha: Firefoot (2003), Starbringer (2004), Planetizer (2005), Sa7urnus (2008), Haze Parade (2010), Shelter (2011) y el más reciente Taste of Voodoo (2013) lanzado por Hype Records. 
En el grupo ha habido muchos cambios en los miembros a lo largo de su carrera, el vocalista Aaro Seppovaara es el único integrante que queda de la alineación original de Blake.
La banda se ha presentado en distintos festivales de música como el Festival de Metal Tuska Open Air, y por lo general en una edición del festival incluyeron covers de la banda de heavy metal Black Sabbath en su lista de canciones.

## Integrantes

### Formación actual
- Aaro Seppovaara - guitarra, vocalista
- Bryan Ugartechea - bajo
- Toni Tarvainen - batería

### Exintegrantes
- Euge Valovirta - guitarra
- Tero Vesterinen - guitarra
- Ilari Hämäläinen - bajo
- Kari Reini - batería
- Pate Vuorio - batería
- Sami Ojala - batería
- Kimmo Aroluoma - bajo
- Ile Laaksomaa - guitarra
- Antero Aunesluoma - bajo
- Sami Hassinen - guitarra
- Ville Siuruainen - batería
- A.J Savolainen - bajo
- Lasse Rantanen - bajo
- Jarkko Rantala - batería

## Discografía

### Álbumes de estudio
- 2002: "Firefoot"
- 2004: "Starbinger"
- 2005: "Planetizer"
- 2008: "Sa7urnus"
- 2010: "Haze Parade"
- 2011: "Shelter"
- 2013: "Taste of Voodoo"